# Allotrichosiphum
Allotrichosiphum  (лат.) — род тлей из подсемейства Greenideinae (Greenideini). Южная и Восточная Азия.

## Описание
Мелкие насекомые зеленовато-коричневого цвета, длина около 2 мм.
Ассоциированы с растениями рода Дуб (Quercus). Сходен с тлями рода Eutrichosiphum.
- Allotrichosiphum assamense Raychaudhuri, D.N., M.R. Ghosh, Banerjee & A.K. Gh, 1973[2]
- Allotrichosiphum castanopse Qiao, 2000
- Allotrichosiphum cyclobalanopsidis Qiao, Jiang & J.H. Martin, 2006[3]
- Allotrichosiphum kashicola